# Рогачик даурский
Рогачик даурский (Prismognathus subaeneus) — жук из семейства рогачей.

## Описание
Тело несколько уплощённое. Мандибулы самца прямые, относительно длинные, с одним сильным зубцом у вершины. Длина тела самцов f. major — 27 мм (без мандибул), c мандибулами до 37—40 мм; самцов f. minor — 17 мм (без мандибул), c мандибулами до 20,5 мм. Длина тела самки — 17-26 мм. У самцов f. media предвершинный, направленный вверх зубец на мандибулах ослабевает, а у f. minor отсутствует. Предглазные зубцы у f. minor также. Бронзовый блеск на надкрыльях у мелких форм ослабевает. Всё тело каштанового или коричневого цвета. Мандибулы окрашены темнее. Самки окрашены темнее, их окраска варьируется от коричневого до почти чёрного цвета, без бронзового отлива. Задние и средние голени на дорсальной стороне с 1 шипом. Глаза частично разделены щёчными выступами наличника.

## Ареал
Юго-Восток Забайкалье, юг Амурской области и Хабаровского края (на север до Комсомольска), Приморский край, Северо-Восточный Китай, Корея, Япония. Населяет широколиственные и хвойно-широколиственные леса дальневосточного типа.

## Биология
Жуки активны преимущественно в сумерках, питаются соком, вытекающим на стволах и ветвях деревьев лиственных пород: монгольском дубе, вязах, липах, реже на манчжурском орехе и тополях. Самцы летят на источники света.
Длина тела личинки до 62 мм. Характеризуется гладкими мандибулами и пучками длинных щетинок у основания антенн. Куколка не описана. Преимагинальное развитие не изучено. По аналогии с другими видами семейства, личинки развиваются в древесине старых деревьев, разлагающейся древесине.